# Stephanibrücke

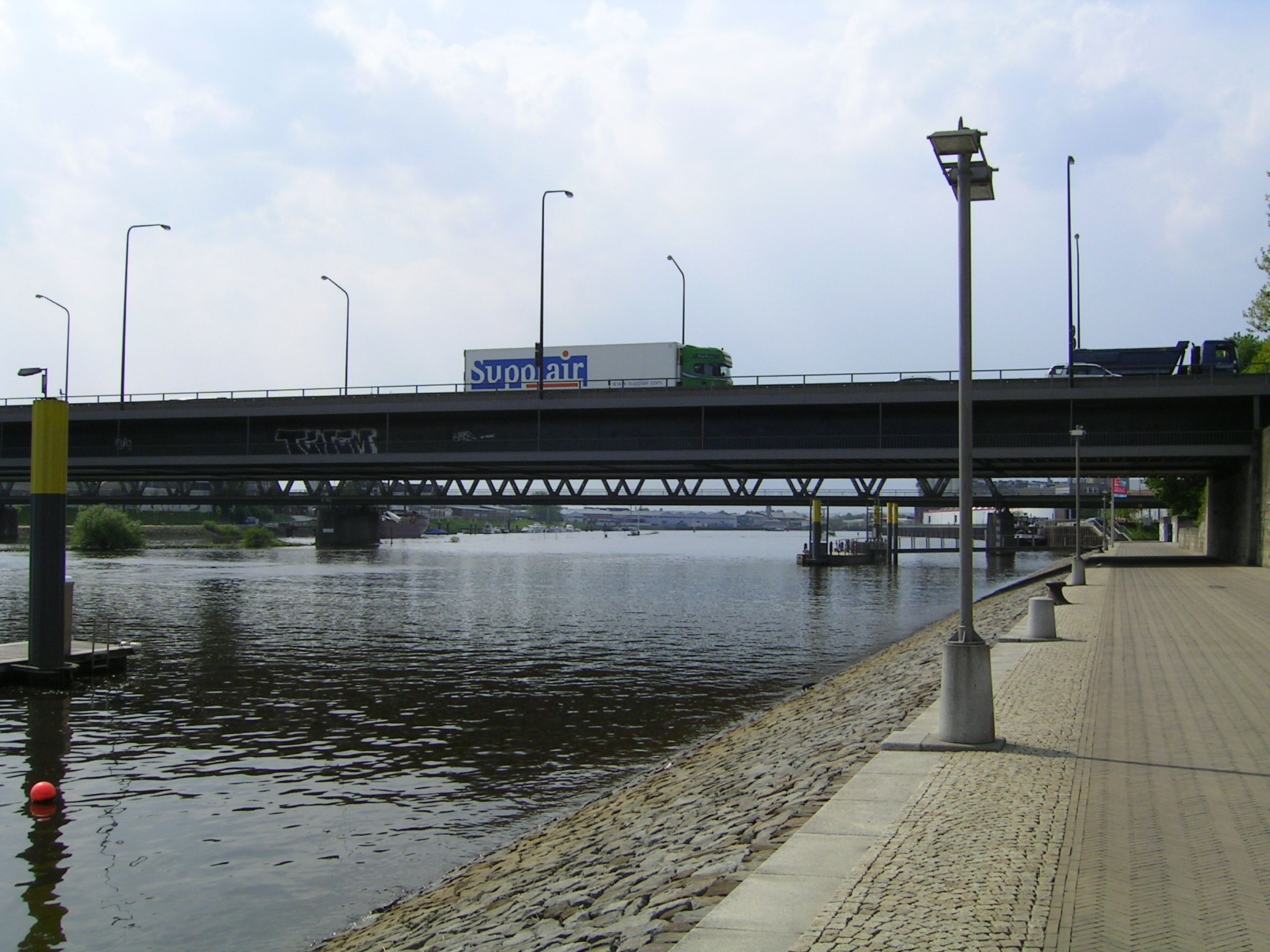
Stephanibrücke; Blick weserabwärts

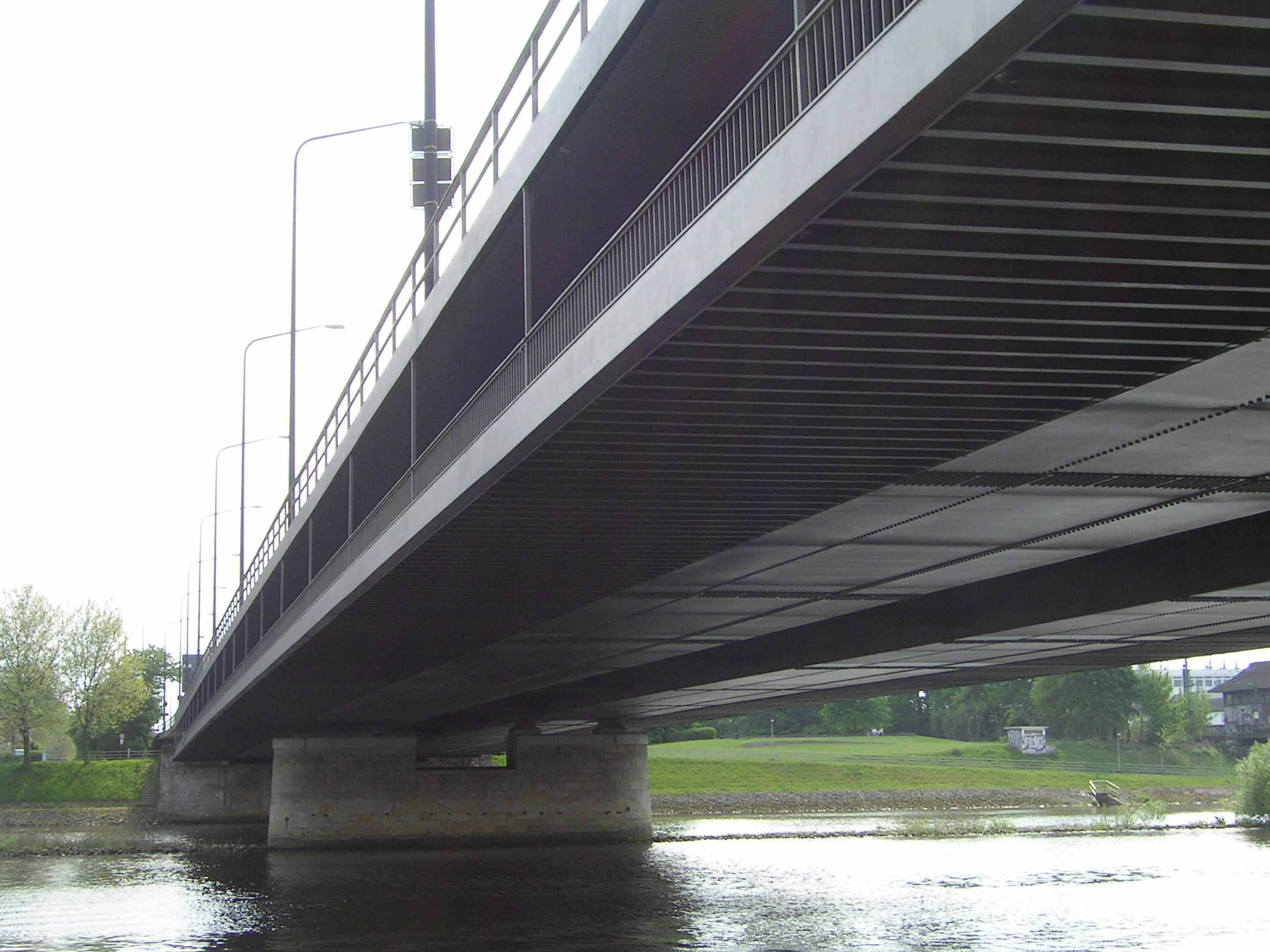
Stephanibrücke; oben Autos, darunter Radfahrer und Fußgänger sowie Versorgungsleitungen

Die Stephanibrücke  führt im Stadtteil Mitte von Bremen über die Weser vom Stephaniviertel zur Neustadt.
Die Brücke ist Teil einer Autoschnellstraße im Zuge der Bundesstraßen B6 und B75, die nach Norden über Utbremen und Findorff zur Autobahn A 27, Anschlussstelle Überseestadt, führt. Nach Süden wird vorbei an der Bremer Neustadt und Huchting die Stadt Delmenhorst erreicht.
Zwei außen liegende Fahrrad- und Fußwege in der tiefergelegenen Konstruktionsebene begleiten die Straße.
Sie ist, von der Mündung gesehen, die erste weserquerende Brücke für den Straßenverkehr. Nördlich dieses Bauwerkes gibt es, abgesehen vom Wesertunnel, nur Fährverbindungen über den Strom.

## Ältere Weserbrücken im Bremer Stadtzentrum
Die erste Weserquerung in Bremen bestand seit 1244. Über die Jahrhunderte folgten mehrere Ersatzbauten an gleicher Stelle, seit 1841 die Große Weserbrücke. 1865/66 entstand unterhalb der Großen Weserbrücke, die im Volksmund auch Börsenbrücke hieß, für die Bahnstrecke Bremen–Oldenburg eine Drehbrücke, die nach Zerstörung durch die Bremer Eiskatastrophe im März 1947 zunächst durch ein Provisorium und dann Anfang der 1960er Jahre durch die Eisenbahnbrücke Bremen ersetzt wurde. Im Zuge des Ausbaus der Kaiserstraße (heute Bürgermeister-Smidt-Straße) wurde 1875 die Kaiserbrücke – heute Bürgermeister-Smidt-Brücke – fertiggestellt.

## Straßenbrücke im Nordwesten der Altstadt
Rund 100 m flussaufwärts der Eisenbahnbrücke wurde für den Straßenverkehr sowie für die Linie 15 der Bremer Straßenbahn von 1936 bis 1939 die Westbrücke gebaut, die 1939 unter dem Namen Adolf-Hitler-Brücke eingeweiht wurde. Sie hatte eine Fahrbahnbreite von 11,50 Metern, dazu kamen auf beiden Seiten je 1,50 Meter Radweg und 3 Meter Fußweg. Sie wurde am 30. März 1945 bei den Luftangriffen auf Bremen zerstört. Lediglich die Betonpfeiler überstanden den Krieg. Noch während des Zweiten Weltkriegs war als Ersatz eine „Kriegsbrücke“ geplant, die jedoch nicht mehr realisiert werden konnte.
In der Weser wurde 1946 zwischen den Resten der ehemaligen Adolf-Hitler-Brücke für die Schifffahrt eine Verbreiterung vorgenommen und alle Trümmer bis 1947 weitgehend beseitigt, lediglich die Pfeiler blieben stehen. Auf diesen Pfeilern wurde eine wesentlich schmalere Westbrücke mit einer Fahrbahnbreite von sieben Metern und auf beiden Seiten je 1,50 Metern Fußweg errichtet und am 31. Dezember 1947 eingeweiht. Nach dem benachbarten alten Stephaniviertel und der nahe liegenden Stephanikirche erhielt sie den Namen Stephanibrücke. Das vor dem Krieg bestehende Straßenbahngleis wurde nicht wieder aufgebaut. Die Linie 15 der Bremer Straßenbahn endete auf der Neustadtseite unmittelbar vor der Brücke und wurde 1950 mangels Fahrgastnachfrage zum Neustadtsbahnhof zurückgezogen.
In den 1960er Jahren wurde die 196 m lange Brücke erneuert und dabei wesentlich verbreitert. Zuerst wurde 1965 die neue, westliche Hälfte des Brückenbauwerks (Überbau Oberstrom) aus durchgehenden Stahlträgern fertiggestellt. Danach wurde 1966 die alte Brücke abgerissen und von Ende 1966 bis 1967 die östliche Hälfte neu errichtet. Bis Mitte 1968 konnten auch die Anschlussbauwerke fertiggestellt werden. Damit war der westliche Teil des geplanten Straßenringes um die Innenstadt abgeschlossen.
2017 waren die Materialermüdungserscheinungen an dem Bauwerk so weit fortgeschritten, dass Verkehrsbeschränkungen für LKW und Verschmälerungen der Geh- und Radwege drohten. Als erste Maßnahme zur Reduzierung des statisch rechnerischen Gewichtes wurde im August 2017 ein Bauzaun aufgestellt, der eine Verschmälerung des Geh- und Radweges bewirkte. Der Bauzaun konnte wieder entfernt werden, nachdem neue statische Untersuchungen und Berechnungen 2020 ergaben, dass die Brücke weitere zwölf bis 20 Jahre sicher den Verkehr tragen könne.